# Буняковка
Буняко́вка — село в Одесском районе Омской области. Административный центр и единственный населённый пункт Буняковского сельского поселения.

## История
Основано в 1905 году. В 1928 году деревня Буняковка состояла из 171 хозяйства, основное население — украинцы. Центр Буняковского сельсовета Одесского района Омского округа Сибирского края.

## Население
| 1926  | 2010  | 2011  | 2012  | 2013  | 2014  | 2015  |
| ----- | ----- | ----- | ----- | ----- | ----- | ----- |
| 953   | ↗1013 | →1013 | ↗1037 | ↗1090 | ↗1102 | →1102 |
| 2016  | 2017  | 2018  | 2019  | 2020  | 2021  | 2023  |
| ↘1087 | ↘1047 | ↘1038 | ↗1050 | ↘1037 | ↘1010 | ↘993  |